# Bupropiona
O bupropiom ou bupropiona (nomes comerciais: Wellbutrin, Zyban, Bup, entre outros) é um fármaco utilizado principalmente para o tratamento da depressão e do tabagismo. Outros usos incluem o tratamento do transtorno do défice de atenção e hiperatividade, a perda de peso, etc.
O bupropiom está disponível em comprimidos e é sujeito à prescrição médica, sendo um membro da classe dos inibidores da recaptação da noradrenalina e dopamina (INRD) e um antagonista dos receptores nicotínicos.

## Indicações
A principal indicação do bupropiom é o tratamento de estados depressivos.
Foi feita uma meta-análise, em que se combinaram vários estudos, para se chegar a uma conclusão final generalizada, com o objetivo de avaliar a eficácia e a tolerância de 21 fármacos utilizados para o tratamento da depressão, em que o bupropiom ficou em 15º lugar a nível de eficácia e em 10º lugar a nível de tolerância. Há de destacar a significativa variabilidade dos resultados, no caso do bupropiom, a nível de eficácia e mesmo de tolerância, o que é mais comum em antidepressivos atípicos, como é o caso do bupropiom.
Foi o primeiro antidepressivo a ser aprovado pela FDA para o tratamento da depressão sazonal. O bupropiom é eficaz na prevenção desses casos, em que normalmente o indivíduo apresenta sintomas depressivos no período de outono e inverno, sendo que eles desaparecem na primavera e no verão.
O bupropiom é eficaz por si só como antidepressivo, principalmente em certos casos, mas pode também ser usado em conjunto com outros antidepressivos, sendo muitas vezes acrescentado como adjunto a tratamentos que não estão a ter a resposta desejada. É, no entanto, essencial ter uma especial atenção ao antidepressivo usado em conjunto com o bupropiom, já que este é um forte inibidor da enzima CYP2D6, que é responsável pelo metabolismo de muitos fármacos dessa classe.
O bupropiom, ao contrário de grande parte dos antidepressivos, não causa problemas a nível sexual, podendo até melhorar casos provocados pelo tratamento com outros antidepressivos, como é o caso dos ISRS, nem causa aumento de peso, podendo até mesmo provocar a perda.
É também utilizado por quem pretende deixar de fumar, de forma a facilitar o processo, diminuindo alguns dos efeitos indesejáveis quando existe a redução e a cessação da utilização do tabaco e levando a uma maior probabilidade de sucesso nesta indicação.
Em combinação com a naltrexona, sob o nome de Mysimba, é utilizado para a perda de peso.
Embora não esteja aprovado para esse uso, é por vezes utilizado no tratamento do transtorno do défice de atenção e hiperatividade, embora a evidência para esse uso seja considerada modesta e clinicamente inferior aos tratamentos aprovados.

## Mecanismo de ação
O bupropiom é considerado um antidepressivo atípico, já que o seu mecanismo de ação pode ser considerado único entre os diversos fármacos utilizados para o tratamento da depressão.
A sua ação envolve também os seus metabólitos, principalmente o hidroxibupropiom, que partilha vários dos seus mecanismos.
É um inibidor da recaptação da noradrenalina e dopamina, mas a sua ação nesses campos é extremamente fraca e ligeira, respectivamente.
No caso da dopamina, a sua afinidade (Ki) pelo DAT (Transportador de Dopamina) é de aproximadamente 526 nM, enquanto a sua potência inibitória (IC50) é de cerca de 443 nM. Já no caso da noradrenalina, os seus valores são significativamente mais fracos.
Ao contrário da grande parte dos antidepressivos, o bupropiom não inibe a recaptação da serotonina. No entanto, é um modulador alostérico negativo de um dos seus receptores, o 5-HT3, o que pode influenciar de forma positiva a sua ação antidepressiva.
Por fim, é um antagonista de vários receptores nicotínicos. Esse mecanismo é importante não só para a sua ação em casos depressivos, como para o tratamento da dependência do tabaco.

## Efeitos secundários
O bupropiom apresenta uma boa tolerância, principalmente quando comparado com outros tratamentos para a depressão. No entanto, tal como todos os medicamentos, também existem efeitos secundários, que podem ou não ocorrer durante o tratamento.
Em uma revisão da literatura sobre movimentos anormais relacionados a bupropiona foi achado, em ordem de frequência, discinesias, distonias, parkinsonismo, mioclonus, tics, gagueira, alterações do sono REM, e balismo.
Alguns dos efeitos secundários que podem ocorrer são:
- Insônia ou sonolência
- Tremor
- Ansiedade e excitação
- Enxaqueca
- Náusea e vómito
- Dor de barriga
- Hipertensão
- Perda de apetite e peso
- Irritabilidade
- Suor excessivo e ondas de calor
- Diurese
- Paladar alterado e dor de garganta

## Contraindicações
O bupropiom não deve ser utilizado em pessoas com epilepsia ou historial de convulsões, anorexia e bulimia ou problemas hepáticos.
Não deve ser utilizado em conjunto com IMAOs, e, caso esteja a ser feito o uso deles, deve ser feita uma paragem de pelo menos 14 dias antes de utilizar bupropiom.

## História
O bupropiom foi inventado em 1969 e introduzido no mercado como um antidepressivo em 1985, sob o nome de Wellbutrin. No entanto, foi notada uma incidência significativa de convulsões na dose terapêutica recomendada, o que levou à sua retirada do mercado em 1986.
No entanto, foi notado que o risco de convulsões era altamente dependente da dose utilizada, e o bupropiom voltou a entrar no mercado em 1989, com uma dose máxima reduzida.
Para além disso, foi também desenvolvida uma versão do fármaco na forma de libertação gradual, o que reduz o risco de efeitos secundários, já que a dose não é libertada imediatamente na sua totalidade.
Hoje em dia, a fórmula mais comum é a de libertação prolongada, em que é possível a toma do fármaco apenas uma vez ao dia, sendo o risco de convulsões nas doses terapêuticas comparável à maioria dos antidepressivos.